# Tabanus vix
Tabanus vix är en tvåvingeart som beskrevs av Philip 1960. Tabanus vix ingår i släktet Tabanus och familjen bromsar. Inga underarter finns listade i Catalogue of Life.